# Teuvo Teräväinen
Teuvo Henri Matias Teräväinen (* 11. září 1994 Helsinky) je finský hokejový útočník hrající v severoamerické National Hockey League za tým Chicago Blackhawks.

## Hráčská kariéra
Teräväinen v domácí soutěži (SM-lize) debutoval za mužstvo Jokerit Helsinky 18. října 2011 v sezóně 2012/13 ve věku 17nácti let. Během sezóny se měl účastnit červnového draftu NHL 2012, kde ho Centrální úřad skautingu NHL označil jako druhého nejlepšího bruslaře z Evropy. Nakonec byl draftovaný v 1. kole týmem Chicago Blackhawks jako 18. celkově. Později podepsal s Blackhawks tříletou nováčkovskou smlouvu.
Vedení Chicaga ho nechalo ještě pro sezónu 2013/14 ve finské lize. Během ní se však přesunul za oceán, kde 25. března 2014 debutoval v National Hockey League (NHL). Své první branky se dočkal 16. ledna 2015, když v zápase proti Winnipegu Jets překonal Michaela Hutchinsona. S mužstvem se v sezóně 2014/15 dostal do finále proti Tampě Bay Lightning, které hned v úvodním zápase série dokázal vstřelit branku. Stal se čtvrtým nejmladším hráčem, který dal gól ve finálové sérii Stanley Cupu (ve věku 20 let a 265 dnů) a druhým nejmladším, který od roku 1990 v pohárovém finále zaznamenal alespoň 2 body v jednom z utkání. S tým nakonec v sérii zvítězil 4:2 a s Blackhawks získal Stanley Cup ve své nováčkovské sezóně, když během play-off zaznamenal deset bodů.

## Klubové statistiky
| Sezona       | Klub                | Soutěž       | Základní část | Základní část | Základní část | Základní část | Základní část | Play off | Play off | Play off | Play off | Play off |
| Sezona       | Klub                | Soutěž       | Z             | G             | A             | B             | TM            | Z        | G        | A        | B        | TM       |
| ------------ | ------------------- | ------------ | ------------- | ------------- | ------------- | ------------- | ------------- | -------- | -------- | -------- | -------- | -------- |
| 2011/12      | Jokerit Helsinky    | SM-l         | 40            | 11            | 7             | 18            | 6             | 9        | 2        | 4        | 6        | 0        |
| 2012/13      | Jokerit Helsinky    | SM-l         | 44            | 13            | 18            | 31            | 6             | 6        | 1        | 1        | 2        | 0        |
| 2013/14      | Jokerit Helsinky    | SM-l         | 49            | 9             | 35            | 44            | 12            | 2        | 0        | 0        | 0        | 0        |
| 2013/14      | Chicago Blackhawks  | NHL          | 3             | 0             | 0             | 0             | 0             | —        | —        | —        | —        | —        |
| 2013/14      | Rockford IceHogs    | AHL          | 5             | 2             | 0             | 2             | 2             | —        | —        | —        | —        | —        |
| 2014/15      | Rockford IceHogs    | AHL          | 39            | 6             | 19            | 25            | 6             | —        | —        | —        | —        | —        |
| 2014/15      | Chicago Blackhawks  | NHL          | 34            | 4             | 5             | 9             | 2             | 19       | 4        | 6        | 10       | 0        |
| 2015/16      | Chicago Blackhawks  | NHL          | 78            | 13            | 22            | 35            | 20            | —        | —        | —        | —        | —        |
| 2016/17      | Carolina Hurricanes | NHL          | 81            | 15            | 27            | 42            | 16            | —        | —        | —        | —        | —        |
| 2017/18      | Carolina Hurricanes | NHL          | 82            | 23            | 41            | 64            | 14            | —        | —        | —        | —        | —        |
| 2018/19      | Carolina Hurricanes | NHL          | 82            | 21            | 55            | 76            | 12            | 15       | 7        | 3        | 10       | 2        |
| 2019/20      | Carolina Hurricanes | NHL          | 68            | 15            | 48            | 63            | 8             | 8        | 3        | 2        | 5        | 4        |
| 2020/21      | Carolina Hurricanes | NHL          | 21            | 5             | 10            | 15            | 4             | 11       | 2        | 4        | 6        | 12       |
| 2021/22      | Carolina Hurricanes | NHL          | 77            | 22            | 43            | 65            | 24            | 14       | 4        | 7        | 11       | 2        |
| 2022/23      | Carolina Hurricanes | NHL          | 68            | 12            | 25            | 37            | 16            | 6        | 1        | 0        | 1        | 2        |
| 2023/24      | Carolina Hurricanes | NHL          | 76            | 25            | 28            | 53            | 10            | 11       | 2        | 4        | 6        | 0        |
| Liiga celkem | Liiga celkem        | Liiga celkem | 133           | 33            | 60            | 93            | 24            | 17       | 3        | 5        | 8        | 0        |
| NHL celkem   | NHL celkem          | NHL celkem   | 670           | 155           | 304           | 459           | 126           | 90       | 23       | 27       | 50       | 22       |

### Reprezentační statistiky
| 2011            | Finsko          | SP do 17 let    | 5  | 2  | 5  | 7  | 2  |
| 2011            | Finsko 18       | MS18            | 6  | 0  | 0  | 0  | 4  |
| 2012            | Finsko 18       | MS18            | 6  | 2  | 6  | 8  | 2  |
| 2013            | Finsko 20       | MSJ             | 6  | 5  | 6  | 11 | 2  |
| 2014            | Finsko 20       | MSJ             | 7  | 2  | 13 | 15 | 2  |
| 2016            | Finsko          | SP              | 2  | 0  | 0  | 0  | 0  |
| 2018            | Finsko          | MS              | 8  | 5  | 9  | 14 | 8  |
| Senioři celkově | Senioři celkově | Senioři celkově | 10 | 5  | 9  | 14 | 8  |
| Junioři celkově | Junioři celkově | Junioři celkově | 30 | 11 | 30 | 41 | 12 |